# 洛威爾 (阿肯色州)
洛威爾（英語：Lowell）是一個位於美國阿肯色州本頓縣的城市。根據2020年美國人口普查，該地人口為9839人，而該地的面積約為24.90平方千米。

## 地理
洛威爾的座標為36°15′38″N 94°08′22″W / 36.26056°N 94.13944°W，而該地的平均海拔高度為409米（即1342英尺）。